# Доні Лепури
Доні Лепури (хорв. Donji Lepuri) — населений пункт у Хорватії, у Задарській жупанії у складі міста Бенковаць.

## Населення
Населення за даними перепису 2011 року становило 174 осіб.
Динаміка чисельності населення поселення:

## Клімат
Середня річна температура становить 13,96 °C, середня максимальна – 28,75 °C, а середня мінімальна – -0,38 °C. Середня річна кількість опадів – 845 мм.
| Клімат поселення                              | Клімат поселення | Клімат поселення | Клімат поселення | Клімат поселення | Клімат поселення | Клімат поселення | Клімат поселення | Клімат поселення | Клімат поселення | Клімат поселення | Клімат поселення | Клімат поселення | Клімат поселення |
| Показник                                      | Січ.             | Лют.             | Бер.             | Квіт.            | Трав.            | Черв.            | Лип.             | Серп.            | Вер.             | Жовт.            | Лист.            | Груд.            |                  |
| Середній максимум, °C                         | 10,52            | 11,45            | 14,21            | 17,53            | 22,36            | 26,23            | 28,75            | 28,30            | 24,09            | 19,70            | 14,06            | 11,06            |                  |
| Середня температура, °C                       | 5,08             | 6,00             | 8,76             | 12,08            | 16,92            | 20,78            | 24,06            | 23,62            | 19,41            | 15,01            | 9,38             | 6,39             |                  |
| Середній мінімум, °C                          | −0,38            | 0,55             | 3,32             | 6,64             | 11,48            | 15,33            | 19,38            | 18,94            | 14,72            | 10,32            | 4,68             | 1,70             |                  |
| Норма опадів, мм                              | 72               | 63               | 69               | 75               | 62               | 57               | 33               | 49               | 85               | 93               | 101              | 86               |                  |
| Середньомісячна швидкість вітру, м/с          | 2.27             | 2.44             | 2.64             | 2.58             | 2.26             | 2.06             | 2.08             | 1.93             | 2.07             | 2.14             | 2.56             | 2.49             |                  |
| Середньомісячна сонячна радіація, кДж/м²·день | 5156             | 7918             | 11504            | 16226            | 20312            | 22684            | 24362            | 21249            | 15847            | 10082            | 5609             | 4393             |                  |
| --------------------------------------------- | ---------------- | ---------------- | ---------------- | ---------------- | ---------------- | ---------------- | ---------------- | ---------------- | ---------------- | ---------------- | ---------------- | ---------------- | ---------------- |
| Джерело:                                      |                  |                  |                  |                  |                  |                  |                  |                  |                  |                  |                  |                  |                  |